# Mareanivka (Bondurivka), Nemîriv
Mareanivka (în ucraineană Мар`янівка) este un sat în comuna Bondurivka din raionul Nemîriv, regiunea Vinnița, Ucraina.

## Demografie
Componența lingvistică a localității Mareanivka
     Ucraineană (98,5%)
     Alte limbi (1,13%)
Conform recensământului din 2001, majoritatea populației localității Mareanivka era vorbitoare de ucraineană (98,5%), existând în minoritate și vorbitori de alte limbi.